# Canthidium kraatzi
Canthidium kraatzi är en skalbaggsart som beskrevs av Edgar von Harold 1867. Canthidium kraatzi ingår i släktet Canthidium och familjen bladhorningar. Inga underarter finns listade.